# Полебрњак
Полебрњак је мало ненасељено острво у хрватском делу Јадранског мора у Шолтанском каналу.
Налази се западно од насеља Маслинице на оству Шолти. Површина острва износи 0,0618 км². Дужина обалске линије је 0,946 км. Највиша тачка на острву висока је 20 метара.